# Fleróvio
O Fleróvio é um elemento químico sintético, símbolo Fl, número atômico 114 (114 prótons e 114 elétrons), de massa atómica [289] u, pertencente ao grupo 14 da tabela periódica. O nome foi adotado oficialmente pela IUPAC em 31 de maio de 2012.
É um elemento transurânico, radioativo, provavelmente metálico, sólido e de aspecto prateado. Foi sintetizado por uma equipe de cientistas russos da cidade russa de Dubna, em 1999. Junto com o moscóvio toma parte da denominada "ilha de estabilidade", cujos elementos químicos, teoricamente, deveriam ser mais estáveis do que aqueles que os rodeiam.

## História
Em janeiro de 1999 foi relatado informalmente pelos cientistas do Joint Institute for Nuclear Research em Dubna, na Rússia, a síntese do elemento 114 (ununquádio). A mesma equipe reproduziu a síntese deste elemento três meses mais tarde.
O fleróvio pode ser obtido em aceleradores de partículas, bombardeando o plutônio-244 com íons de cálcio. Isso só foi feito duas vezes, resultando nos isótopos Fl-289 e Fl-288. As equações são apresentadas a seguir:
Fl-289
{\displaystyle \ {}^{244}\mathrm {Pu} +{}^{48}\mathrm {Ca} ={}^{289}\mathrm {Fl} +3n}
Fl-288
{\displaystyle \ {}^{244}\mathrm {Pu} +{}^{48}\mathrm {Ca} ={}^{288}\mathrm {Fl} +4n}

## Química
Ainda não foram preparados substâncias usando fleróvio, devido ao fato de ser um elemento instável e de vida muito curta, de modo que não se conseguiu ainda verificar suas propriedades químicas na prática, mas pode-se inferir que as propriedades químicas e físicas sejam similares às dos compostos de chumbo: o fleróvio seria um metal denso, sólido (com ponto de fusão baixo), relativamente mole, com estados de oxidação +2 e +4 (sendo que o +2 seria mais estável). Os respectivos sulfato e cloreto no estado +2 seriam pouco solúveis em água, assim como PbCl2 e PbSO4.

## Química teórica e predições
O fleróvio é o membro mais pesado conhecido do grupo 14 (4A) na tabela periódica, abaixo do chumbo, e é esperado para ser o segundo membro da série 7p de elementos químicos. Os primeiros cinco membros deste grupo mostram o estado de oxidação do grupo de +4 e os últimos membros têm uma química cada vez mais proeminente no estado de oxidação +2 devido ao início do efeito do par inerte. O estanho representa o ponto em que a estabilidade dos estados +2 e +4 são semelhantes, e o chumbo (II) é o mais estável de todos os elementos quimicamente bem compreendidos do grupo 14 no estado de oxidação +2. Os orbitais 7s são muito altamente estabilizado no fleróvio e, assim, uma hibridação orbital sp3 muito grande é necessário para atingir o estado de oxidação +4, de modo que o fleróvio II está previsto para ser ainda mais estável do que o chumbo II, tornando o estado de oxidação +2 fortemente predominante, e o estado de oxidação +4 deve ser altamente instável e oxidante. Por exemplo, o dióxido de fleróvio (FlO2 ) deverá ser altamente instável e sofrerá facilmente decomposição nos seus elementos constituintes (e não seria formado a partir da reacção direta de fleróvio com oxigênio). O tetrahidreto de fleróvio ou flerovano (FlH4), o qual deve ter comprimentos de ligação Fl—H de 1,787 angstrom , é previsto para ser mais termodinamicamente instável do que o 
PbH4, decompondo-se espontaneamente em hidreto de fleróvio II  (FlH2) e gás hidrogênio. O único composto estável de fleróvio IV deverá ser o tetrafluoreto, FlF4 , mesmo isto pode ser devido a hibridações sd em vez de sp3, e a sua decomposição para o difluoreto FlF2 e gás flúor seria exotérmica. A desestabilização bruta de todos os tetra-halogenetos (por exemplo, FlCl4 é desestabilizado por cerca de 400 kJ / mol) é lamentável porque caso contrário estes compostos seriam muito úteis em estudos químicos em fase gasosa do fleróvio. O anião correspondente polifluoreto FlF6−2 deve ser instável à hidrólise em solução aquosa, e compostos de fleróvio II, tais como aniões polihalogeneto FlBr3- e FlI3-
estão previstos para se formarem preferencialmente em soluções contendo fleróvio. Hibridizações sd podem ser possíveis porque os elétrons 7s e 6d do fleróvio possuem aproximadamente a mesma energia, talvez tornando estados de oxidação ainda maiores como +6 possível com elementos extremamente eletronegativos, podendo ocorrer no fluoreto de fleróvio VI (FlF6). Em geral, a contracção spin-órbita do 7p1/2 orbital deve conduzir a menores comprimentos de ligação e ângulos de ligação maiores: isto foi confirmado teoricamente em FlH2.
Devido à estabilização relativista dos orbitais 7s e 7p1/2, o estado de oxidação 0 também deve ser mais estável para fleróvio do que para os demais elementos da família, quando os elétrons 7p1/2 também começam a apresentar um efeito de par inerte leve: esta estabilização do estado neutro pode trazer algumas semelhanças entre o comportamento de fleróvio e o gás nobre radônio. Consequentemente, o fleróvio apresentará algumas características de gases nobres, sendo um metal pouco reativo e que não seria atacado por ácidos comuns. Isso também fará com que sua ligação metálica seja fraca, resultando num ponto de fusão consideravelmente baixo e tornando o Fl um metal bastante volátil, semelhante ao mercúrio e ao copernício. Investigações recentes apontam que o fleróvio apresente um ponto de fusão de cerca de -73°C e um ponto de ebulição de 107°C, o que o tornariam um metal líquido à temperatura ambiente, semelhante ao mercúrio. É provável que o metal fleróvio evapore à temperatura ambiente e seu vapor seria formado por átomos de Fl isolados, assim como o vapor de mercúrio, característica que o aproxima dos gases nobres.
Fleróvio (II) deve ser mais estável do que o chumbo (II), e íons polihalogeneto e compostos de tipos FlX+ , FlX2, FlX3-, e FlX4−2 (X = Cl , Br , I ) são esperados para formar prontamente. O flúor seria capaz de formar também os análogos de fleróvio (IV) instáveis. Todos os di-halogenetos de fleróvio se espera que sejam estáveis; o difluoreto deve ser solúvel em água; efeitos spin-órbita iriam desestabilizar o dihidreto de fleróvio  (FlH2) em quase 2,6 eV (250 kJ / mol). Em solução, fleróvio também formar o oxoânion flerovito (FlO2−2) em solução aquosa, análogo ao plumbito, indicando que o óxido de fleróvio II, FlO, provavelmente seria um óxido anfótero. O sulfato de fleróvio II (FlSO4) e o sulfeto de fleróvio II (FlS) devem ser muito insolúveis em água; os haletos 
FlX2 (X = Cl, Br e I) seriam pouco solúveis (embora se dissolvam em solução contendo excesso do ânion X- correspondente) e o nitrato Fl(
NO3)2 e acetato Fl(
CH3COO)2 devem ser bastante solúveis. O potencial do eletrodo padrão para a redução de íons Fl+2 a fleróvio metálico é estimado em cerca de 0,9 V, o que confirma a maior estabilidade do fleróvio no estado neutro. Em geral, devido à estabilização relativista do orbital 7p1/2, Fl+2 deverá ter propriedades intermédias entre as das Hg+2 ou Cd+2 e o seu congénere mais leve Pb+2. O potencial do eletrodo padrão para o par Fl+2/Fl está previsto para ser -0,9 V. Teria uma reatividade química comparável à da prata ou paládio.
O fleróvio apresentará uma química que lembrará a do chumbo, com certas propriedades do gás nobre radônio e algumas características parecidas com as do mercúrio.

## Nome definitivo
"Ununquadium" foi um nome sistemático, temporário, adotado pela IUPAC para o elemento 114. Alguns pesquisadores o denominam de "eka-chumbo", conjecturando que as suas propriedades são similares aos do chumbo.
O elemento foi reconhecido pela IUPAC em junho de 2011. Em 5 de dezembro de 2011, o Ununquadium e o Ununhexium, tiveram novos nomes adotados pela Divisão de Química Inorgânica da IUPAC: Fleróvio (Fl) e Livermório (Lv), respectivamente. O nome Fleróvio foi dado em honra ao fundador do Laboratório Flerov da Rússia, o físico nuclear Georgy Flyorov (1913-1990). Assim, após a adesão à tabela periódica, estes nomes foram aprovados definitivamente e anunciados em 31 de maio de 2012 pela União Internacional de Química Pura e Aplicada.